# Büro gegen Altersdiskriminierung
Der am 19. Mai 2009 aus dem Vereinsregister des Amtsgerichtes Köln gelöschte Verein Büro gegen Altersdiskriminierung e. V. (VR 13124) betrieb unter der Internetdomain altersdiskriminierung.de ein deutschsprachiges Archiv zum Thema Altersdiskriminierung.

## Inhalte
Die Inhalte der Domain basieren auf den Erfahrungen, Erkenntnissen und Zuschriften, die von 1999 bis 2007 im Büro gegen Altersdiskriminierung e.V. gesammelt wurden. 2001 wurde vom Büro gegen Altersdiskriminierung e. V. der erste bundesweite Beschwerdetag zum Thema Altersdiskriminierung durchgeführt. 1598 telefonische Beschwerden, die am 21. November eingingen, wurden nach Geschlecht, Alter und dem gesellschaftlichen Bereich der Beschwerde ausgewertet. 2002 wurden die Ergebnisse mit finanzieller Unterstützung des Bundesministeriums für Familie, Senioren, Frauen und Jugend, sowie des Ökofonds NRW unter dem Titel Lebensalter und Diskriminierung publiziert.

## Ziele
Die gesteckten Ziele des Vereins haben sich durch das Allgemeine Gleichbehandlungsgesetz erledigt. Deshalb hat die Mitgliederversammlung 2007 beschlossen, den Verein aufzulösen.
Das Büro hat sich für die folgenden Ziele eingesetzt:
- Solidarität zwischen den Generationen
- Gleichberechtigte Teilhabe aller Altersgruppen am politischen, ökonomischen, sozialen und kulturellen Leben
- Erweiterung von Artikel 3 Grundgesetz um den Begriff „Lebensalter“
- Verbot von Altersdiskriminierung beim Zugang zu Waren und Dienstleistungen
- Verbot struktureller, systembedingter Diskriminierungen zum Beispiel bei der Gesundheitsversorgung, bei staatlichen und privaten Alterssicherungssystemen, in der Pflege, im Öffentlichen Raum, im ÖPNV.
- Flexibles Renteneintrittsalter
- Förderung positiver Altersbilder und neuer Altersrollen
- Keine Verpflichtung zur ehrenamtlichen Arbeit

## Ehrenpreis „Die Goldene Falte“
Die Goldene Falte war ein vom Büro ab dem Jahr 2000 alle zwei Jahre verliehener Ehrenpreis. Ausgezeichnet wurden Projekte, Aktivitäten, Berichte oder Werbungen, die ein klischeefreies Altersbild förderten oder vermittelten.

### Preisträger
- 2012: Die Besetzer der Seniorenbegegnungsstätte Stille Straße 10 in Berlin-Pankow
- 2010: Die Demonstranten gegen Stuttgart 21
- 2008: Der „Frauenpolitische Ratschlag“
- 2006: Gerd Bosbach, Professor für Statistik und Empirische Wirtschafts- und Sozialforschung an der Fachhochschule Koblenz.
- 2004: Klaus Bechtel, Bürgermeister der Stadt Herten für das Projekt „vital50plus“
- 2002: Brigitte Schmidt, Journalistin bei Radio Vatikan für ihre Berichterstattung über Altersdiskriminierung und Marianne Buttstätt, Künstlerin aus Leipzig für ihr Projekt „Transfer“
- 2000: dm-drogerie markt für eine Plakatkampagne